# فجر الاسلام
فجر الاسلام یکی از گروه‌های اسلامی درگیر در جنگ داخلی سوریه است.این گروه در حلب مستقر است.آنان به دیگر شهر‌های بزرگ سوریه نیز حملاتی را سازماندهی می‌کنند.